# 金子大毅
金子 大毅（かねこ だいき、1998年8月28日 - ）は、東京都世田谷区出身のプロサッカー選手。Jリーグ・ジュビロ磐田所属。ポジションはミッドフィールダー。

## 略歴

### 学生時代
市立船橋高校時代は、3年次に第95回全国高等学校サッカー選手権大会に出場。優秀選手の一人に選ばれている。

### 湘南ベルマーレ
2018年、神奈川大学から湘南ベルマーレに加入。4月18日、ルヴァンカップ第4節のサガン鳥栖戦でプロデビューを果たした。8月31日、第25節のV・ファーレン長崎戦でプロ入り初得点を決めた。9月9日、ルヴァンカップの準々決勝第2戦のセレッソ大阪戦では貴重な同点ゴールを決めて準決勝進出に貢献した。

### 浦和レッズ
2020年12月25日、2021シーズンより浦和レッズに完全移籍で加入することが発表された。リーグ戦は、12試合の出場に留まった。

### 京都サンガF.C.
2022シーズンより京都サンガF.C.へ期限付き移籍で加入することが発表された。
2023年より完全移籍に移行。

### ジュビロ磐田
2025年よりジュビロ磐田に完全移籍。

## 所属クラブ
- 烏山北FC（世田谷区立烏山北小学校）
- FCトッカーノU-15（世田谷区立烏山中学校）
- 市立船橋高校
- 神奈川大学（中退）
- 2018年 - 2020年  湘南ベルマーレ
- 2021年 - 2022年  浦和レッズ
  - 2022年  京都サンガF.C.（期限付き移籍）
- 2023年 - 2024年  京都サンガF.C.
- 2025年 -  ジュビロ磐田

## 個人成績
| 国内大会個人成績 | 国内大会個人成績 | 国内大会個人成績 | 国内大会個人成績 | 国内大会個人成績 | 国内大会個人成績 | 国内大会個人成績 | 国内大会個人成績 | 国内大会個人成績 | 国内大会個人成績 | 国内大会個人成績 | 国内大会個人成績 |
| 年度             | クラブ           | 背番号           | リーグ           | リーグ戦         | リーグ戦         | リーグ杯         | リーグ杯         | オープン杯       | オープン杯       | 期間通算         | 期間通算         |
| 年度             | クラブ           | 背番号           | リーグ           | 出場             | 得点             | 出場             | 得点             | 出場             | 得点             | 出場             | 得点             |
| 日本             | 日本             | 日本             | 日本             | リーグ戦         | リーグ戦         | リーグ杯         | リーグ杯         | 天皇杯           | 天皇杯           | 期間通算         | 期間通算         |
| ---------------- | ---------------- | ---------------- | ---------------- | ---------------- | ---------------- | ---------------- | ---------------- | ---------------- | ---------------- | ---------------- | ---------------- |
| 2018             | 湘南             | 34               | J1               | 10               | 1                | 9                | 2                | 2                | 0                | 21               | 3                |
| 2019             | 湘南             | 19               | J1               | 18               | 2                | 0                | 0                | 1                | 0                | 19               | 2                |
| 2020             | 湘南             | 2                | J1               | 28               | 2                | 0                | 0                | -                | -                | 28               | 2                |
| 2021             | 浦和             | 19               | J1               | 12               | 0                | 5                | 0                | 2                | 0                | 19               | 0                |
| 2022             | 京都             | 19               | J1               | 22               | 1                | 8                | 0                | 5                | 0                | 35               | 1                |
| 2023             | 京都             | 19               | J1               | 26               | 0                | 5                | 0                | 1                | 0                | 32               | 0                |
| 2024             | 京都             | 19               | J1               | 26               | 0                | 0                | 0                | 4                | 0                | 30               | 0                |
| 2025             | 磐田             | 6                | J2               |                  |                  |                  |                  |                  |                  |                  |                  |
| 通算             | 日本             | 日本             | J1               | 142              | 6                | 27               | 2                | 15               | 0                | 184              | 8                |
| 総通算           | 総通算           | 総通算           | 総通算           | 142              | 6                | 27               | 2                | 15               | 0                | 184              | 8                |

## タイトル

### クラブ
市立船橋高校
- 全国高等学校総合体育大会：1回（2016年）

湘南ベルマーレ
- Jリーグカップ：1回（2018年）

浦和レッズ
- 天皇杯 JFA 全日本サッカー選手権大会：1回（2021年）

### 個人
- 全国高等学校総合体育大会 優秀選手：1回（2016年）
- 全国高等学校サッカー選手権大会 優秀選手：1回（2016年）

## 代表・選抜歴
- 日本高校選抜
  - NEXT GENERATION MATCH（2017年）
  - デュッセルドルフ国際ユース大会（2017年）
- U-19日本代表
  - トゥーロン国際大会（2017年）
- U-20日本代表
  - トレーニングキャンプ（2017年）
- U-23日本代表
  - トレーニングキャンプ（2020年）